# Możdżanowo
Możdżanowo (deutsch Mützenow) ist ein Dorf in der polnischen Woiwodschaft Pommern. Es gehört zur Landgemeinde Ustka (Stolpmünde) im Powiat Słupski (Stolper Kreis).

## Geographische Lage
Das Kirchdorf liegt in Hinterpommern, etwa elf  Kilometer südwestlich von Stolpmünde, 17 Kilometer westlich von Stolp und sieben Kilometer von der Ostseeküste entfernt. Das Gemeindegebiet verzeichnet nach Westen hin eine leichte Steigung, die am Silberberg den größten  Höhenunterschied von 62 Metern  erreicht.

## Geschichte

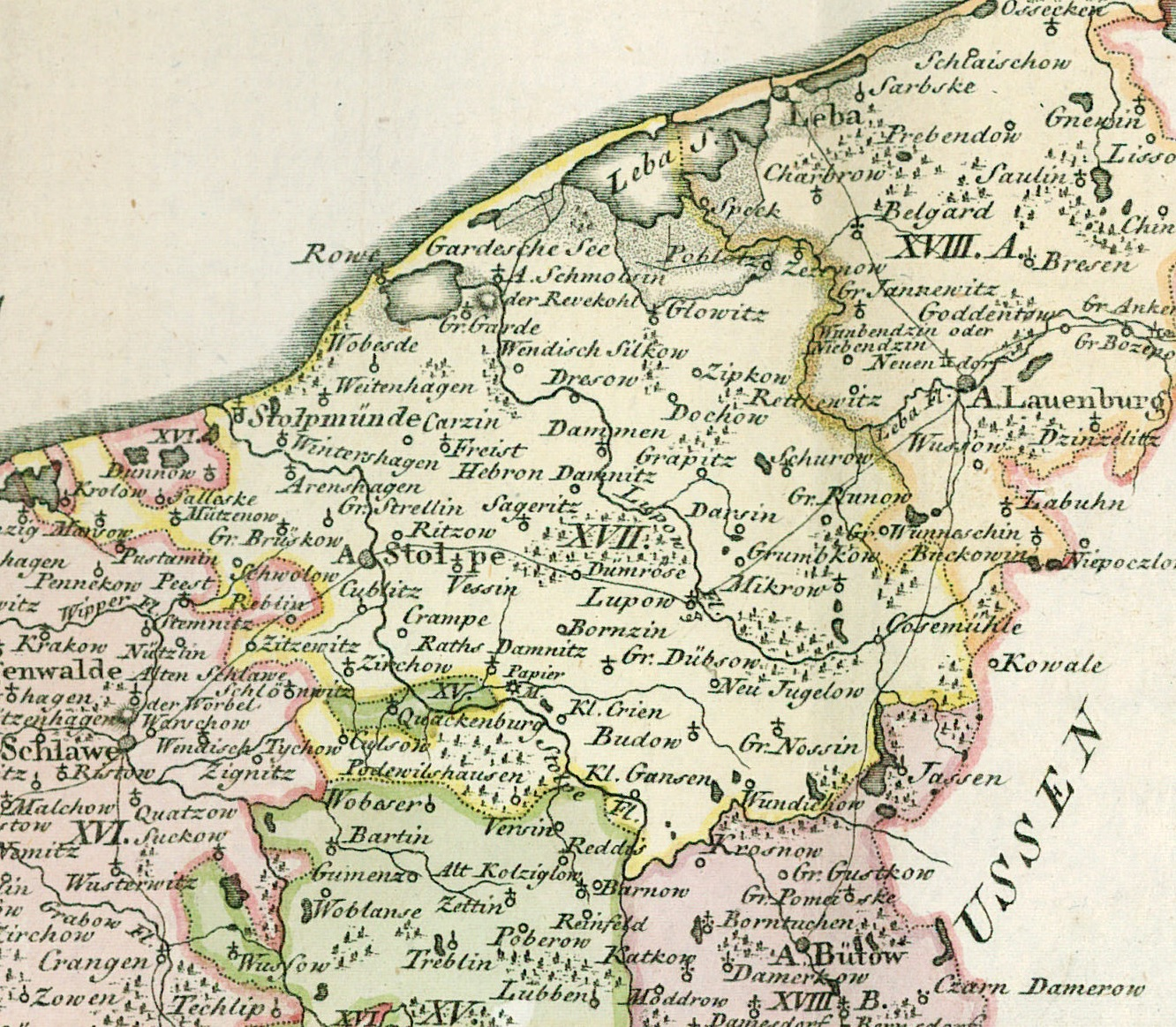
Mützenow, Kirchdorf, südwestlich von Stolpmünde an der Ostsee und westnordwestlich von Stolp (früher Stolpe geschrieben), auf einer Landkarte von 1794

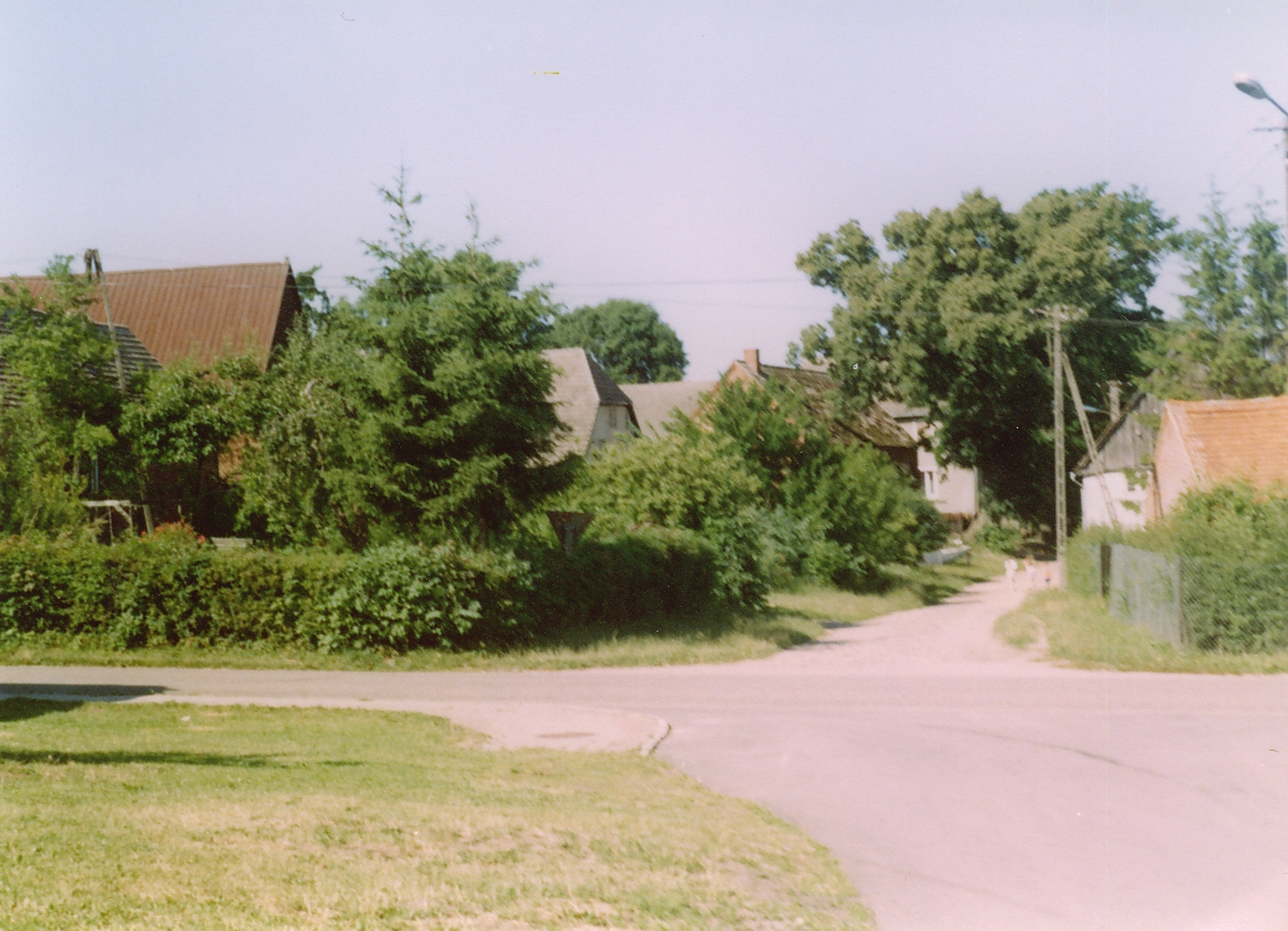
Dorfstraße (2004)

Das ursprüngliche Angerdorf gehörte einst zum Klosterbezirk Stolp, wurde darum auch „Klosterdorf“ genannt. Nach der Einführung der Reformation kamen die Liegenschaften des Klosters an das herzögliche Haus. Zunächst allerdings – so wird berichtet – hielten die Mützenower an ihrem alten Messpriester fest. Als der Stolper Landvogt zum Nachfolger den lutherischen Pfarrer Joachim Wockenfus bestellte, waren die Dorfbewohner ihm jedoch sehr zugetan: dieser Geistliche war verheiratet und zerstreute somit alle vermeintlichen Sorgen um ihre Frauen.
1732 wurden in Mützenow ein Freischulze, 20 Bauern und fünf Kossäten gezählt. 1782 gab es in Mützenow einen Prediger, einen Küster, einschließlich des Freischulzen 19 Vollbauern, unter denen sich zwei Pfarrbauern befanden, die dem Ortspfarrer dienten und die weder Pacht- noch Dienstgeld an das Amt abzuführen hatten, zwei Halbbauern, fünf Kossäten, unter denen sich der Schmied befand, sieben Büdner, ein Predigerwitwenhaus und insgesamt 33 Haushaltungen. War der Ort in preußischer Zeit zunächst noch ein königliches Dorf des Amtes Stolp, so entstand aufgrund der Bauernbefreiung ein Bauerndorf.
Anfang der 1930er Jahre hatte die Landgemeinde Mützenow eine Flächengröße von 8,4 km². Innerhalb der Gemeindegrenzen standen insgesamt 67 bewohnte Wohnhäuser an zwei verschiedenen Wohnstätten:
1. Mützenow
2. Sägewerk Mützenow

Um 1935 hatte Mützenow unter anderem einen Gasthof, zwei Bankgeschäfte, eine Molkerei, eine Mühle, eine Schmiede, eine Stellmacherei, ein Holzsägewerk und eine Viehhandlung. 1939 hatte Mützenow 60 landwirtschaftliche Betriebe. Im gleichen Jahr zählte der Ort 393 Einwohner in 93 Haushaltungen bei einer Gemeindefläche von 836 Hektar.

Häuser im Dorf
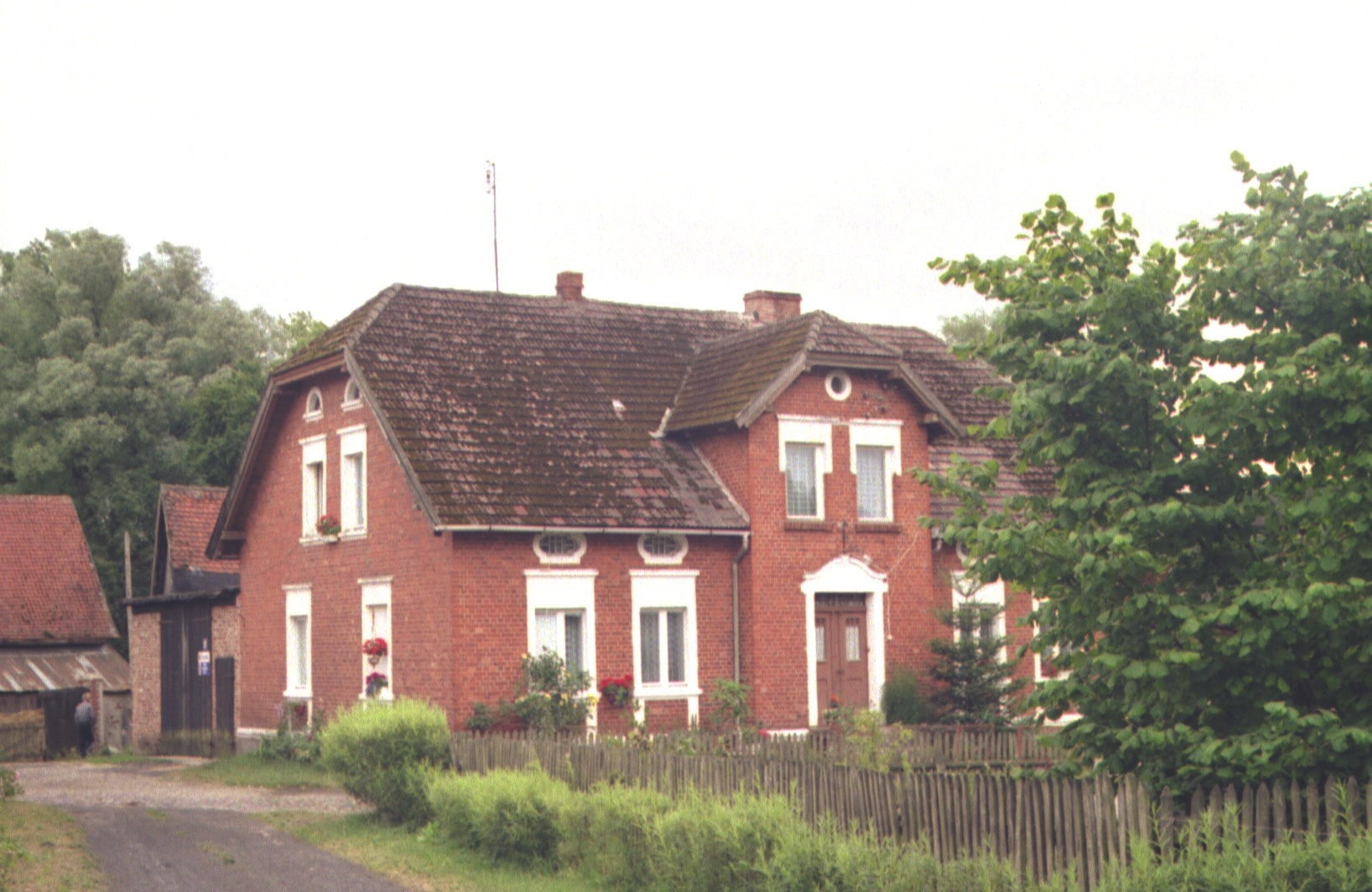
Wohnhaus (2004)
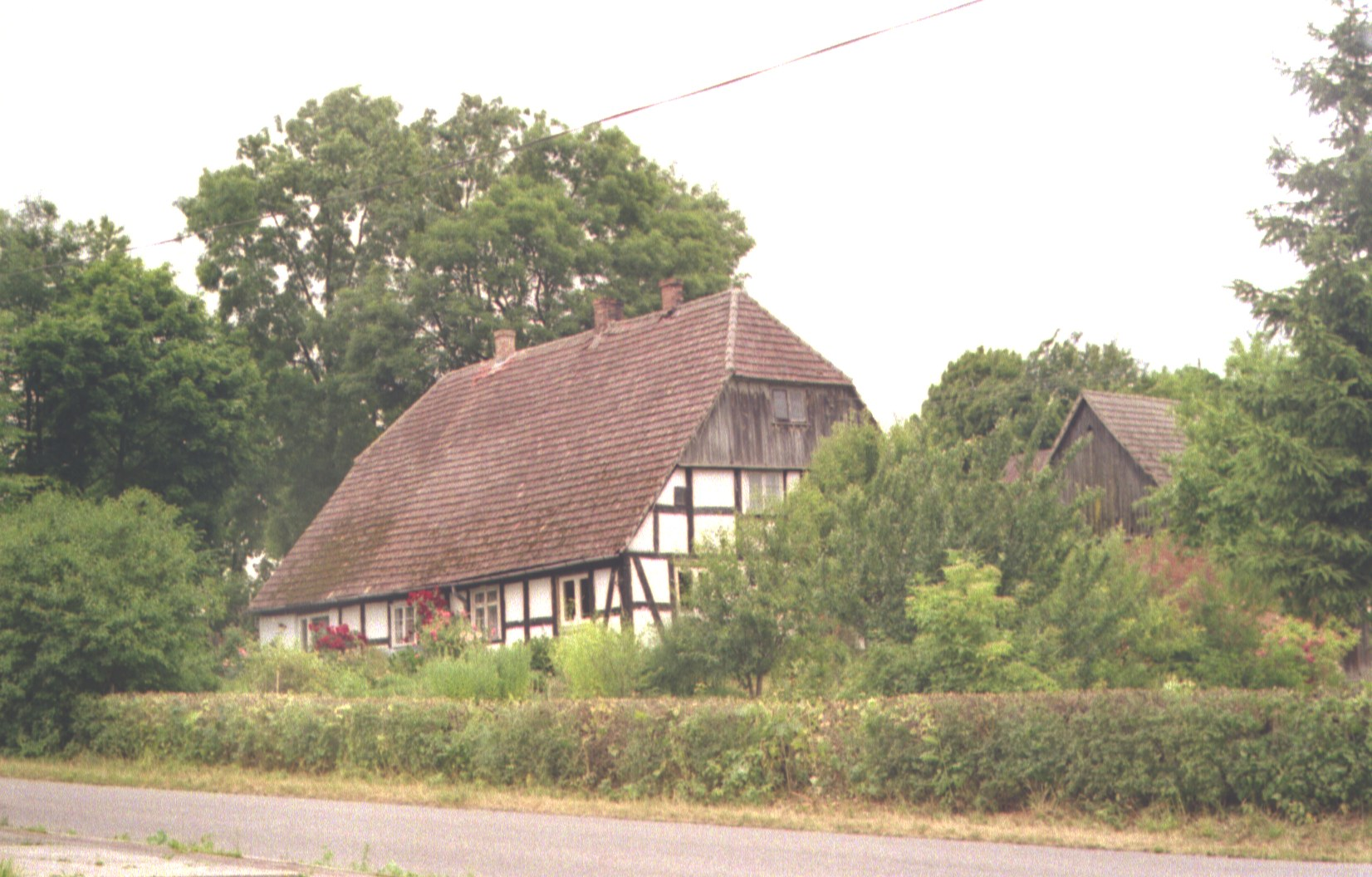
Fachwerkhaus (2004)
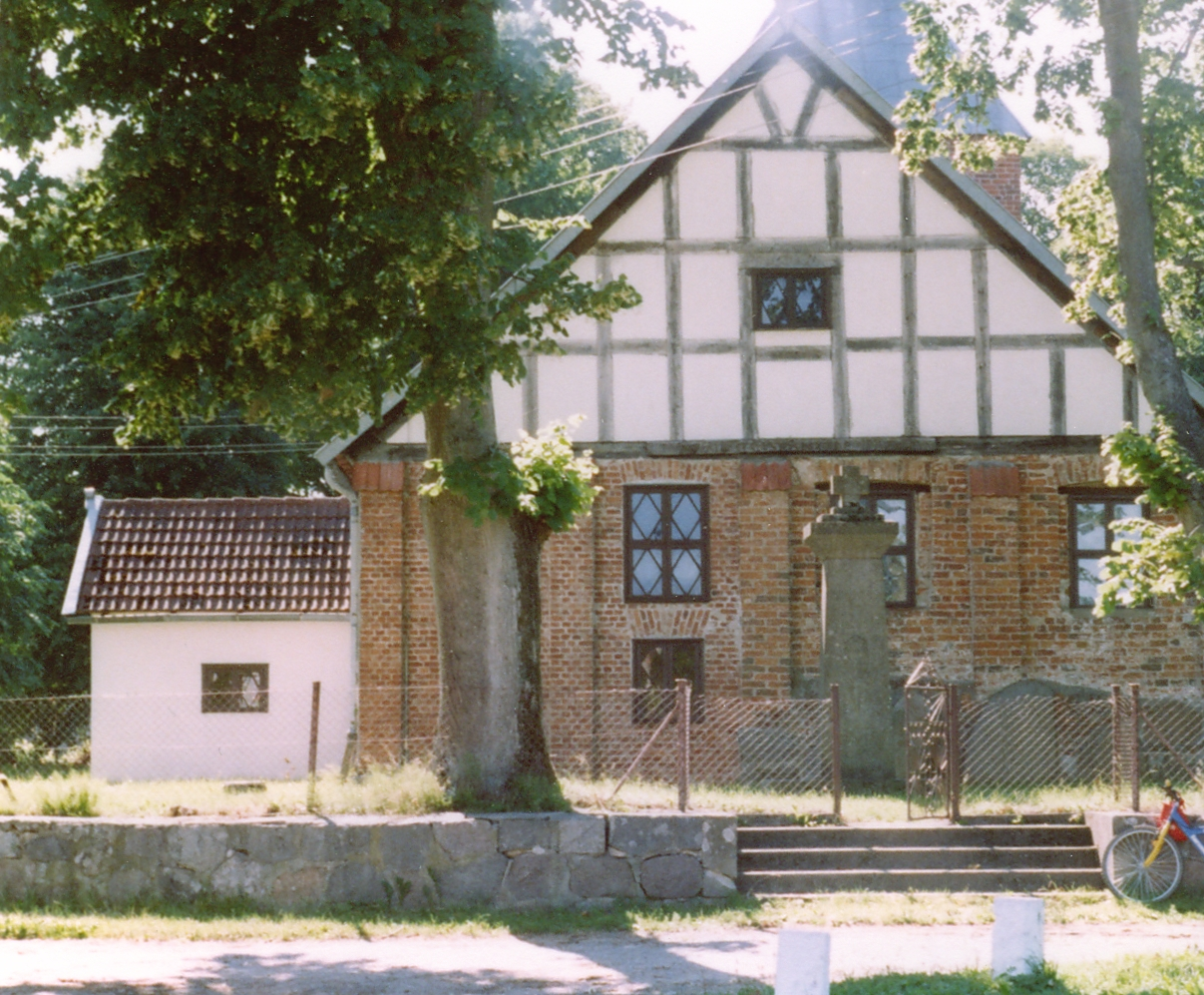
Fachwerkhaus (2004)
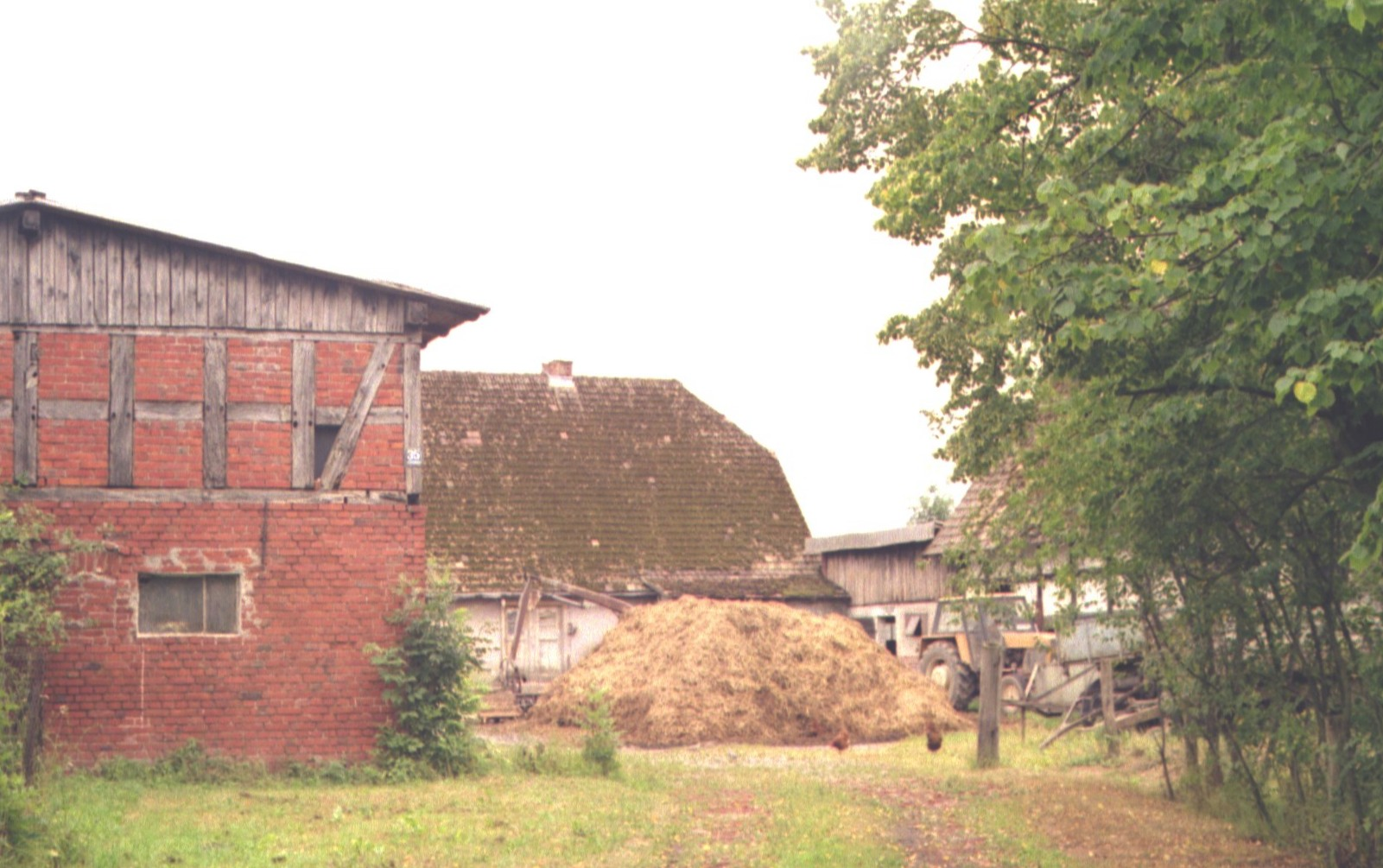
Hofseite eines bäuerlichen Gehöfts (2004)

Bis 1945 gehörte Mützenow  zum Landkreis Stolp im Regierungsbezirk Köslin  der preußischen Provinz Pommern des Deutschen Reichs. Es war Sitz eines eigenen Amts- und Standesamtsbezirk.  Das Dorf war an den Gendarmeriebereich Stolpmünde und an den Amtsgerichtsbezirk Stolp angegliedert. Letzter deutscher Bürgermeister der Gemeinde war Paul Wockenfuß.
Am 8. März 1945 drang die Rote Armee in Mützenow ein, es fielen Schüsse, und mehrere deutsche und sowjetische Soldaten starben. Als die sowjetischen Soldaten im Herbst 1945 das Dorf verließen, wurde es von der Sowjetunion der Volksrepublik Polen zur Verwaltung überlassen. Es kamen danach Polen in das Dorf und drängten die einheimischen Dorfbewohner aus ihren Häusern und Wohnungen. In der Folgezeit wurden die einheimische Dorfbewohner von der polnischen Verwaltungsbehörde aus Mützenow vertrieben.
Heute ist das Dorf ein Ortsteil der Landgemeinde Ustka.

## Kirche

### Dorfkirche

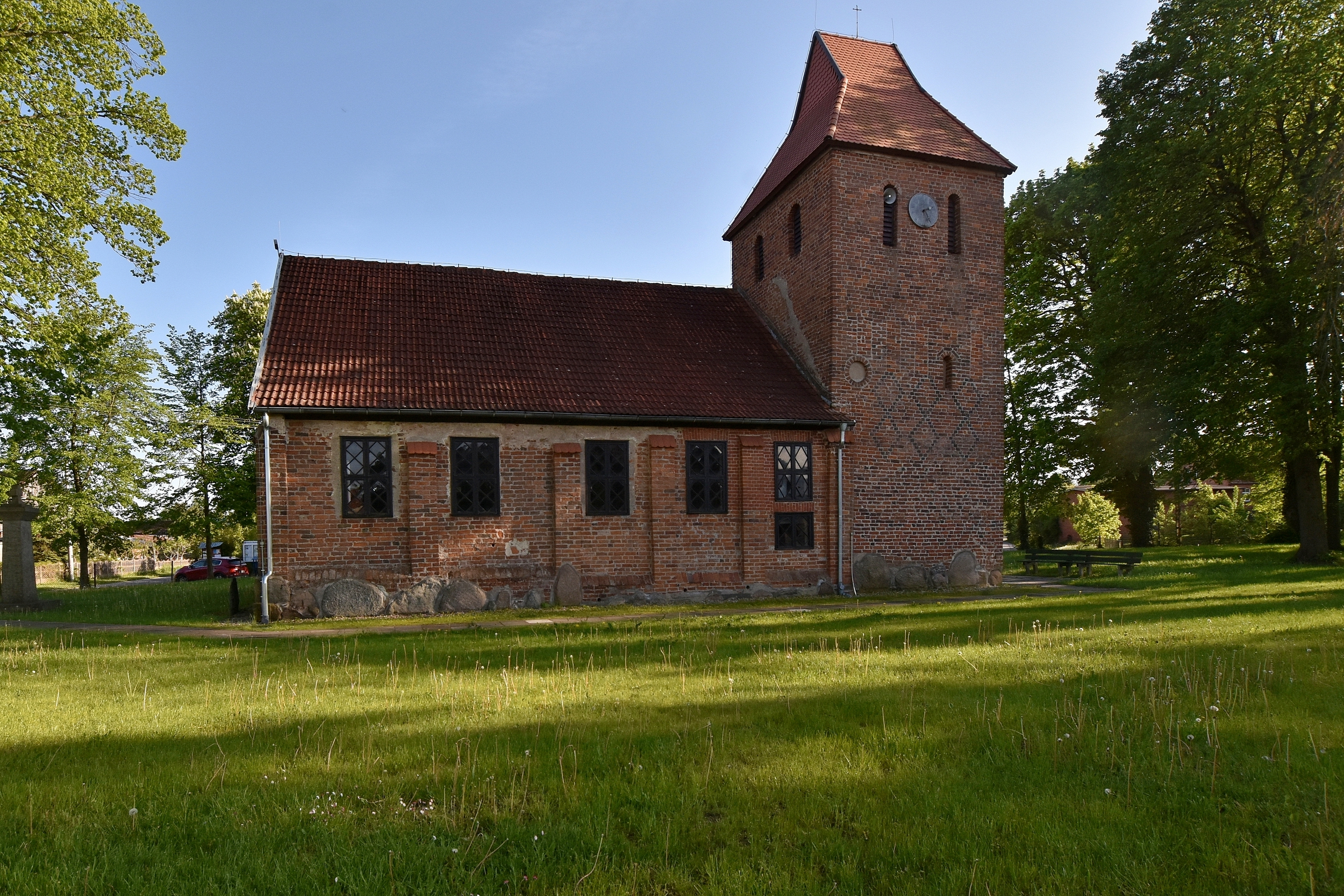
Dorfkirche (2023), bis 1945 Gotteshaus der evangelischen Gemeinde Mützenow

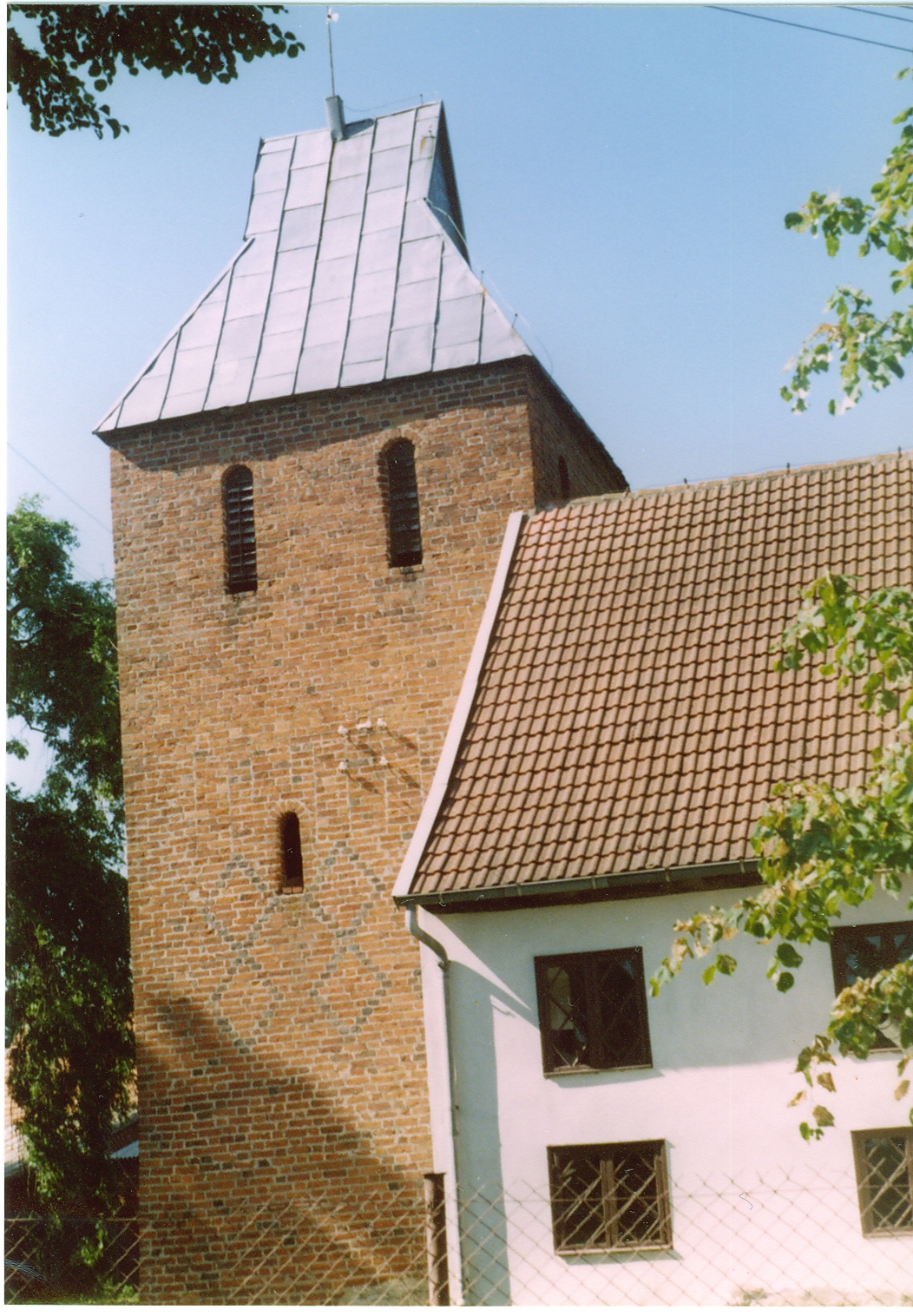
Kirchturm im Jahr 2004

Die erste Kirche in Mützenow wurde als Außenstation des Stolper und Gallenziner Klosters bereits 1356 gebaut. Am 21. Juni 1374 wurde sie (am gleichen Tage wie die Dorfkirche in Dünnow) als Taufkapelle durch den Camminer Bischof Philipp von Rehberg geweiht. In einer Urkunde aus dem Jahr 1490 wird sie als „ecclesia parrochialis ville Mutzenouwe“ das erste Mal genannt.
In der Folgezeit wurde das Gotteshaus mehrfach umgebaut, so etwa durch einen Südanbau im Jahr 1615. Die Innenausstattung wies wertvolle Holzschnitzarbeiten auf, besonders am Altar. Die Fenster waren farbenprächtig verglast und mit Wappen und Bildern versehen. In die Fenster der Ostwand waren aus der Zeit 1617–1622 stammende, von Hofbesitzern gestiftete beschriftete Glasmalereien mit Motiven aus der biblischen Geschichte sowie Wappen eingesetzt worden, darunter auch eine Glasscheibe mit dem Wappen des Herzogs Johann Friedrich. Ein Abendmahlskelch soll der Kirche von der letzten Herzogin von Pommern geschenkt worden sein.
Die Dorfkirche, die vierhundert Jahre lang als evangelisches Gotteshaus gedient hatte, wurde nach 1945 zugunsten der Römisch-katholischen Kirche in Polen zwangsenteignet und am 15. Dezember 1947 vom polnischen katholischen Klerus ‚neu geweiht‘.

### Kirchspiel bis 1945
In die selbständige Kirchengemeinde Mützenow waren die Ortschaften Starkow, Gallenzin, Steinwald  und Scharfenstein  eingepfarrt. Im Jahre 1817 wurde auch Pennekow, bis dahin zu Pustamin gehörend, Filialgemeinde von Mützenow. Der seinerzeitige Pfarrer Tischmeyer gehörte zu den „rationalistischen“ Theologen und löste in der Gemeinde Befremden und Abneigung aus. Es formierte sich um den Pennekower Heinrich von Below die Belowsche Bewegung, eine neupietistische Erweckungsbewegung, die nach Ende der Amtszeit von Pastor Tischmeyer keinen neu vorgeschlagenen Geistlichen dulden wollte. So blieb die Pfarre vier Jahre unbesetzt.
Im Jahre 1940 zählte das Kirchspiel Mützenow 1000 Gemeindeglieder. Sie war dem Kirchenkreis Stolp-Stadt (wo bereits 1535 eine Superintendentur errichtet worden war) der Kirchenprovinz Pommern in der evangelischen Kirche der Altpreußischen Union eingegliedert. Das Kirchenpatronat oblag den staatlichen Stellen. Der Bestand an Kirchenbüchern reichte bis 1625 zurück.
Das katholische Kirchspiel war in Stolp.

### Polnisches Kirchspiel seit 1945
Die seit 1945 und Vertreibung der einheimischen Dorfbewohner anwesende polnische Einwohnerschaft ist überwiegend katholisch. Der Ort gehört – wie auch Zeleskie (Saleske) – als Filialkirchengemeinde zur Pfarrei (Parafia) Duninowo (Dünnow), die 1958 errichtet wurde. Sie ist Teil des Dekanats Stolpmünde im Bistum Köslin-Kolberg der Katholischen Kirche in Polen. Pfarrer wohnen nicht mehr hier, sondern in Duninowo.
Evangelische Polen gehören zur Parafia (Parochie) Stolp der Evangelisch-Augsburgischen Kirche in Polen.

### Pfarrer bis 1946
- Aus vorreformatorischer Zeit ist bekannt:
  - Johannes Junge, 1490

- Aus reformatorischer Zeit bis 1946:

1. Joachim Wockenfus oder Colubes, 1550–1596
2. David Wockenfus oder Colubes (Sohn von 1.), 1596–1622
3. David Wockenfus oder Colubes (Sohn von 2.), 1622–1635
4. Joachim Flotow, 1636–1643
5. Christian Schrulius oder Schrule, 1644–1684
6. Johann Schrulius oder Schrule (Sohn von 5.), 1683–1696
7. Martin Windmüller, 1698–1727
8. Franziskus Johann Braunsberg, 1728–1729
9. Michael Friedrich Rampthun, 1730–1778
10. Martin Friedrich Döhling, 1778–1815
11. Johann Christoph Friedrich Tischmeyer, 1817–1822
12. Ludwig Maximilian Mila, 1826–1828
13. Friedrich Adolf Zahn, 1828–1836
14. Johann Heinrich Karl Piper, 1836–1852
15. Karl Albert Heyer, 1852–1866
16. August Wilhelm Schumacher, 1868
17. Franz Johann Wilhelm Splittgerber, 1869–1887 (Verfasser der 1874 erschienenen Kirchenchronik)
18. Albrecht Friedrich Giese, 1889–1896
19. Gustav Wendt, 1897–1920
20. Gustav Wendt, 1920–1933(?)
21. Hugo Scheel, 1933–1946

### Thronende Madonna mit Kind

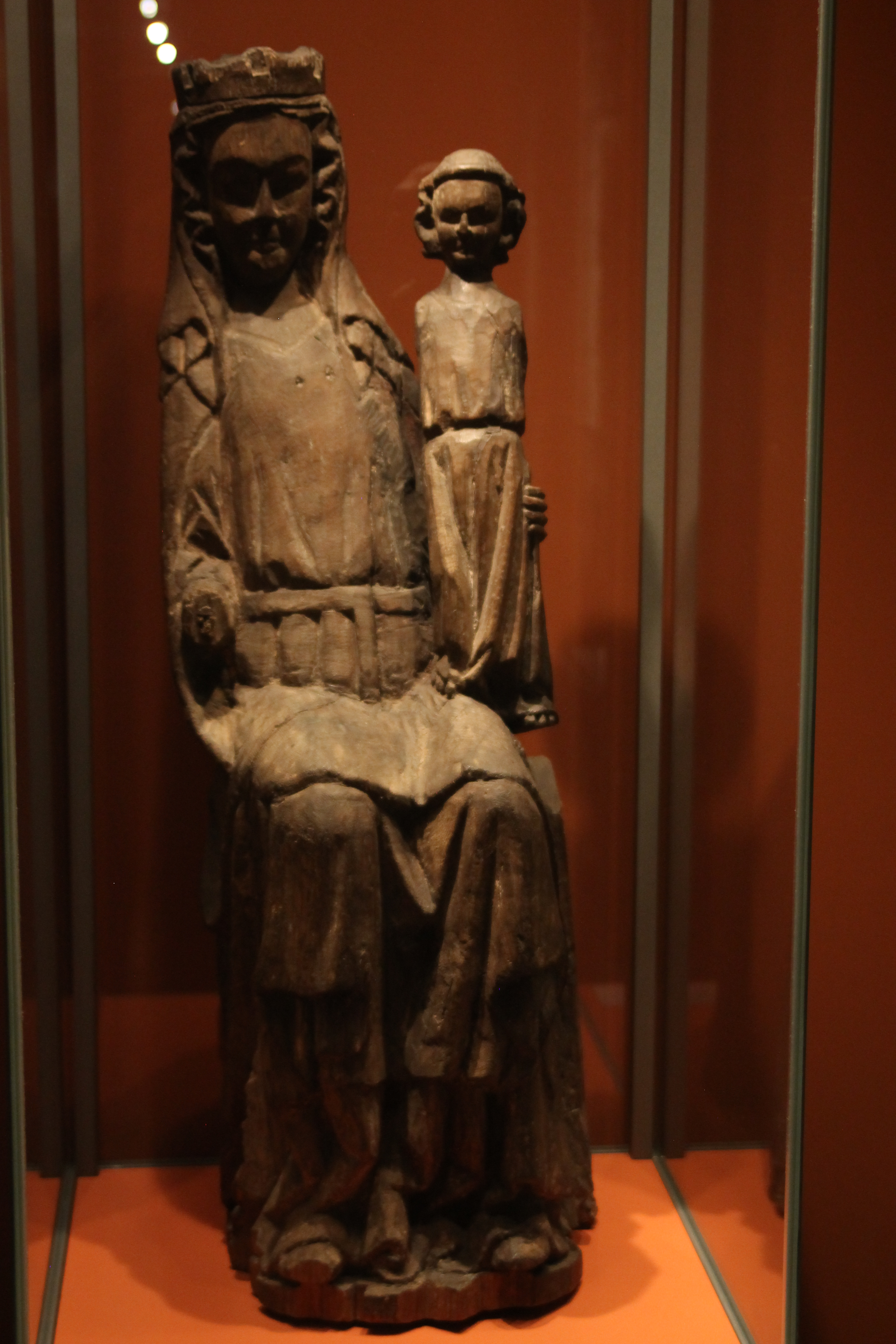
Thronende Madonna mit Kind. 1290/1300.

Die Thronende Madonna mit Kind aus Możdżanowo ist eine mittelalterliche Skulptur aus pommerschem Eichenholz, die um 1290/1300 datiert ist.
Sie ist 0,78 Meter hoch, 0,23 Meter breit und 0,25 Meter tief. Die Madonnenskulptur befindet sich als Leihgabe der Universität Greifswald im Pommerschen Landesmuseum in der Hansestadt Greifswald. Vorher wurde sie in der Sammlung des Kirchenhistorikers und christlichen Archäologen, Victor Schultze verwahrt. Da die Kirche von Mützenow erst um die Mitte des 14. Jahrhunderts entstand, ist anzunehmen, dass die Skulptur ursprünglich für eine andere Kirche geschaffen wurde, so zum Beispiel für das Prämonstratenserkloster Belbuck oder dessen Tochterkloster in Stolp. Im Falle des Klosters Belbuck wäre anzunehmen, dass die Figur um die Auflösung des Klosters 1523 nach Mützenow gebracht wurde.
Der erhaltene Korpus der Skulptur ist aus einem Stück geschnitzt. Es handelt sich um ein Viertelholz. Dies ist an dem Holzkern unter dem linken Arm der Skulptur erkennbar. Auf der Rückseite ist die Skulptur bis auf Schulterhöhe ausgehöhlt. Werkzeugspuren zeigen, dass an einigen Stellen sehr grob gearbeitet wurde. Dargestellt ist die Madonna sitzend auf einem Thron. Auf dem linken Knie befindet sich stehend das Christuskind. Beide Figuren sind frontal dargestellt. Maria trägt ein gegürtetes Kleid mit Mantel und Kopftuch. Das Christuskind trägt dagegen ein schlichtes Hemd, ebenfalls mit einem Gürtel. Auf der Rückseite der thronenden Madonna deuten Dübellöcher darauf hin, dass die Skulptur mit einer Rückwand, zum Beispiel mit einem Schrein verbunden gewesen sein muss. Hinweise auf eine vormals angebrachte Agraffe (Schmuckstück aus Metall) geben drei Löcher auf der Brust der Madonna. Es sind Spuren verschiedener Farbfassungen an der Skulptur zu erkennen. So sind am Gewand zu den Füßen der Maria rote Farbreste zu sehen. Beide Arme des Jesuskindes und der rechte Arm der Muttergottes sind nicht mehr erhalten. Auch die rechte Seite der Thronwange fehlt. Die heute fehlenden Zacken der Krone von Maria sind vermutlich einzeln angefertigt und eingesetzt worden. Über den gesamten Korpus der Holzskulptur ziehen sich Risse, unter anderem von der linken Schulter bis in den Sockelbereich. Dieser alte Riss zeugt davon, dass die Madonnenskulptur in zwei Teile getrennt war. Gleichermaßen sind Spuren von einer alten Vernagelung und Verleimung zu finden. Auch am hinteren Teil des Oberkörpers und am Kopf des Kindes sind Bruchstellen zu beobachten.

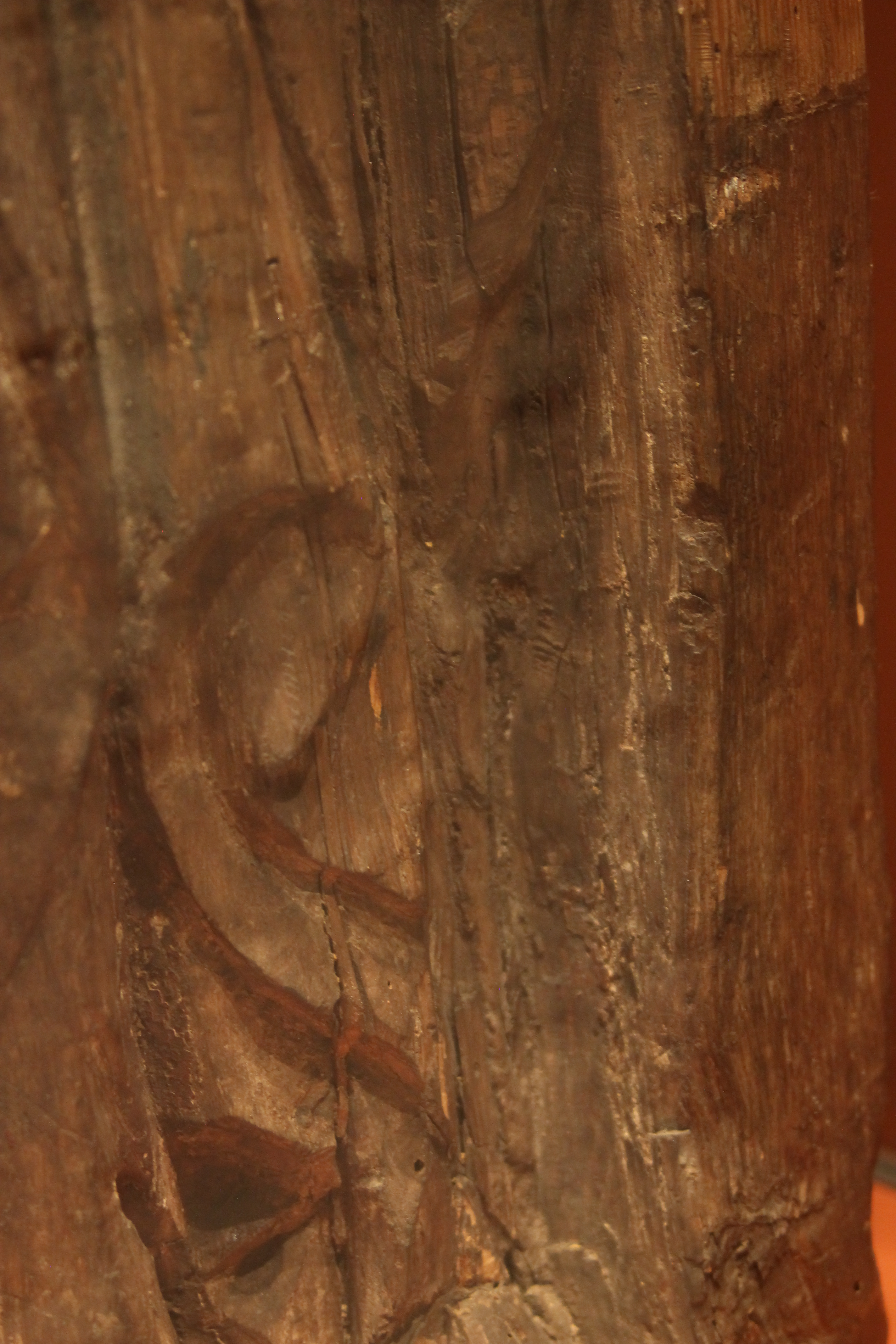
Werkzeugspuren zeugen von grober Arbeit.
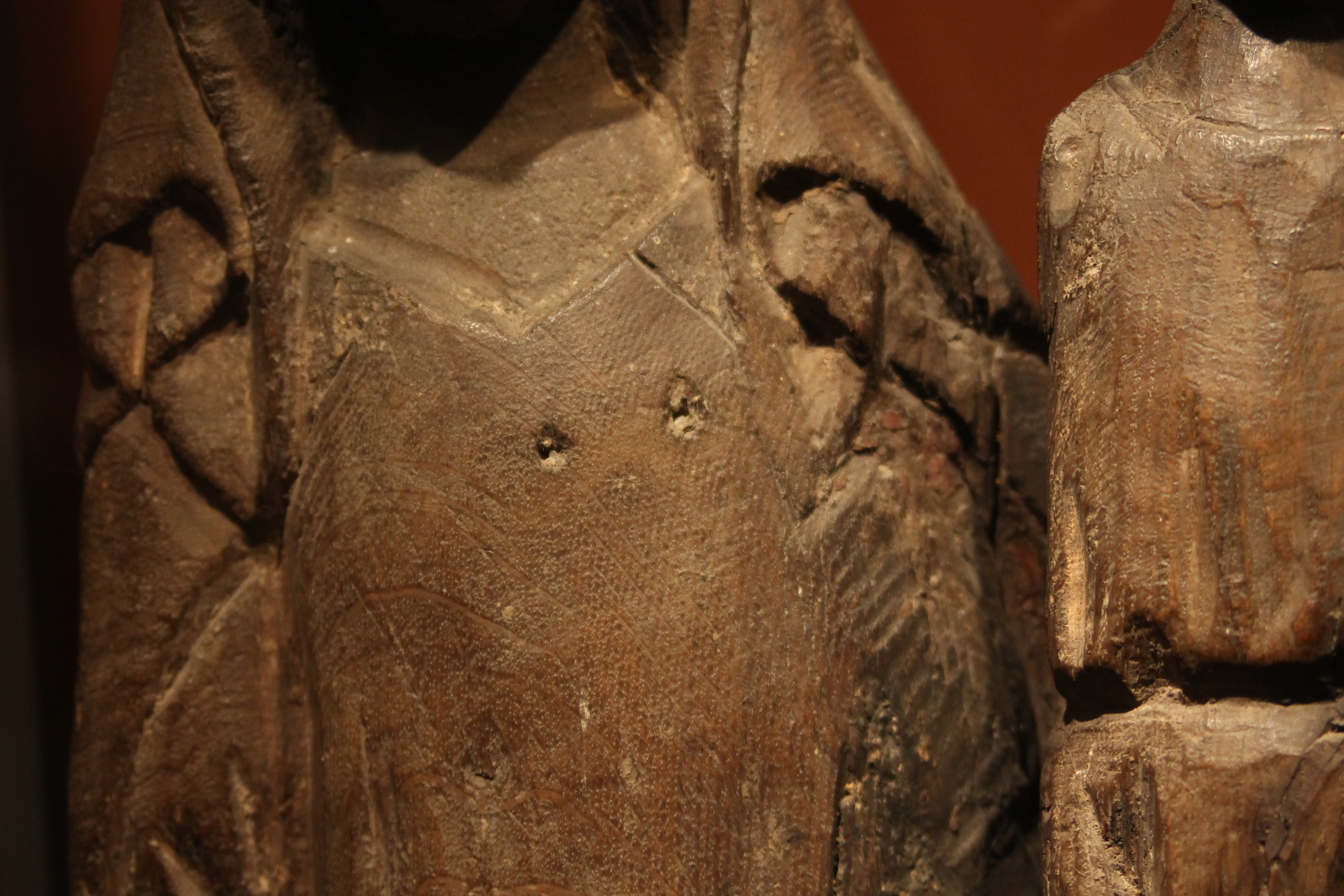
Die Löcher geben einen Hinweis auf eine vormals angebrachte Agraffe.
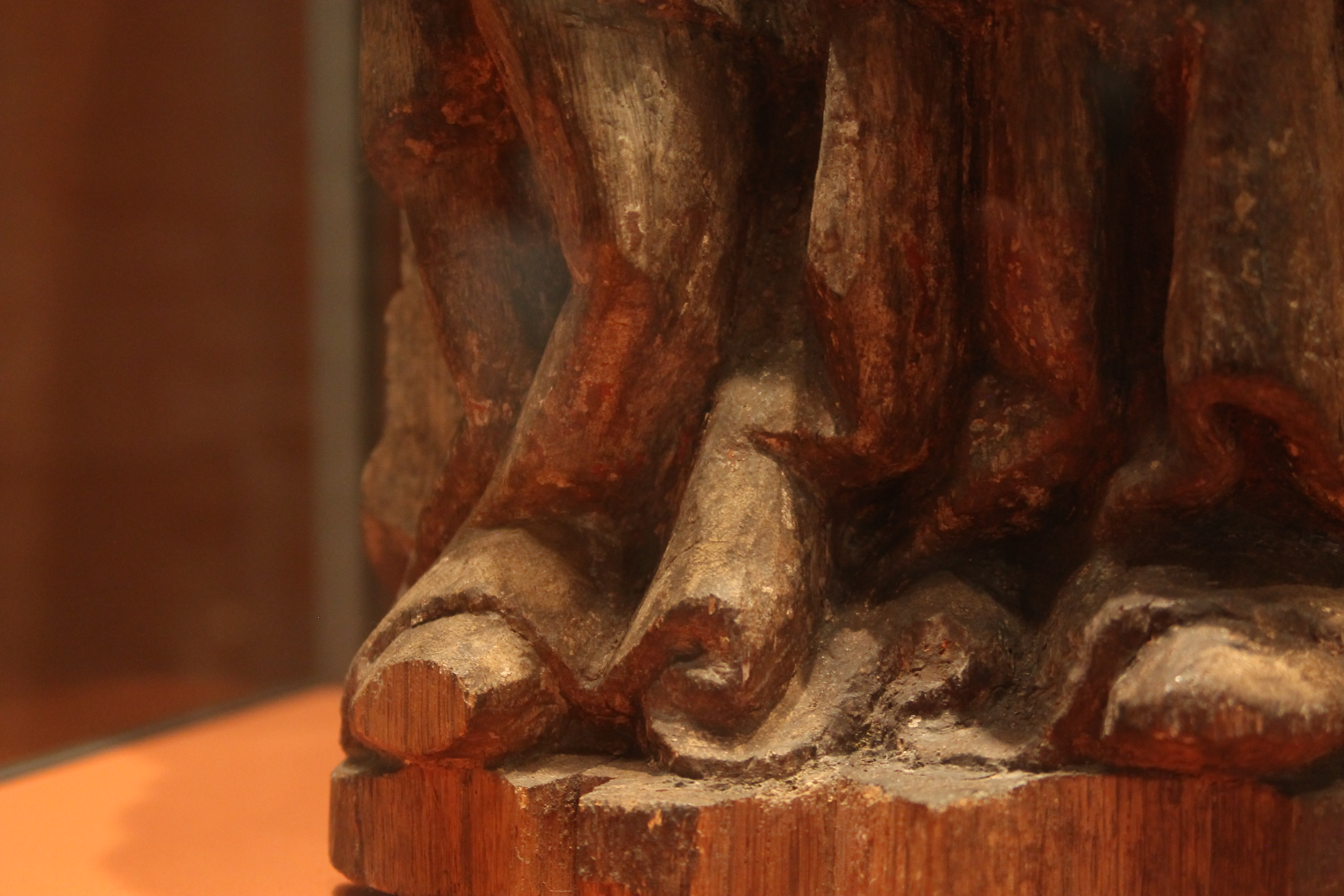
Rote Farbreste am Ende des Gewandes über dem rechten Fuß der Maria.
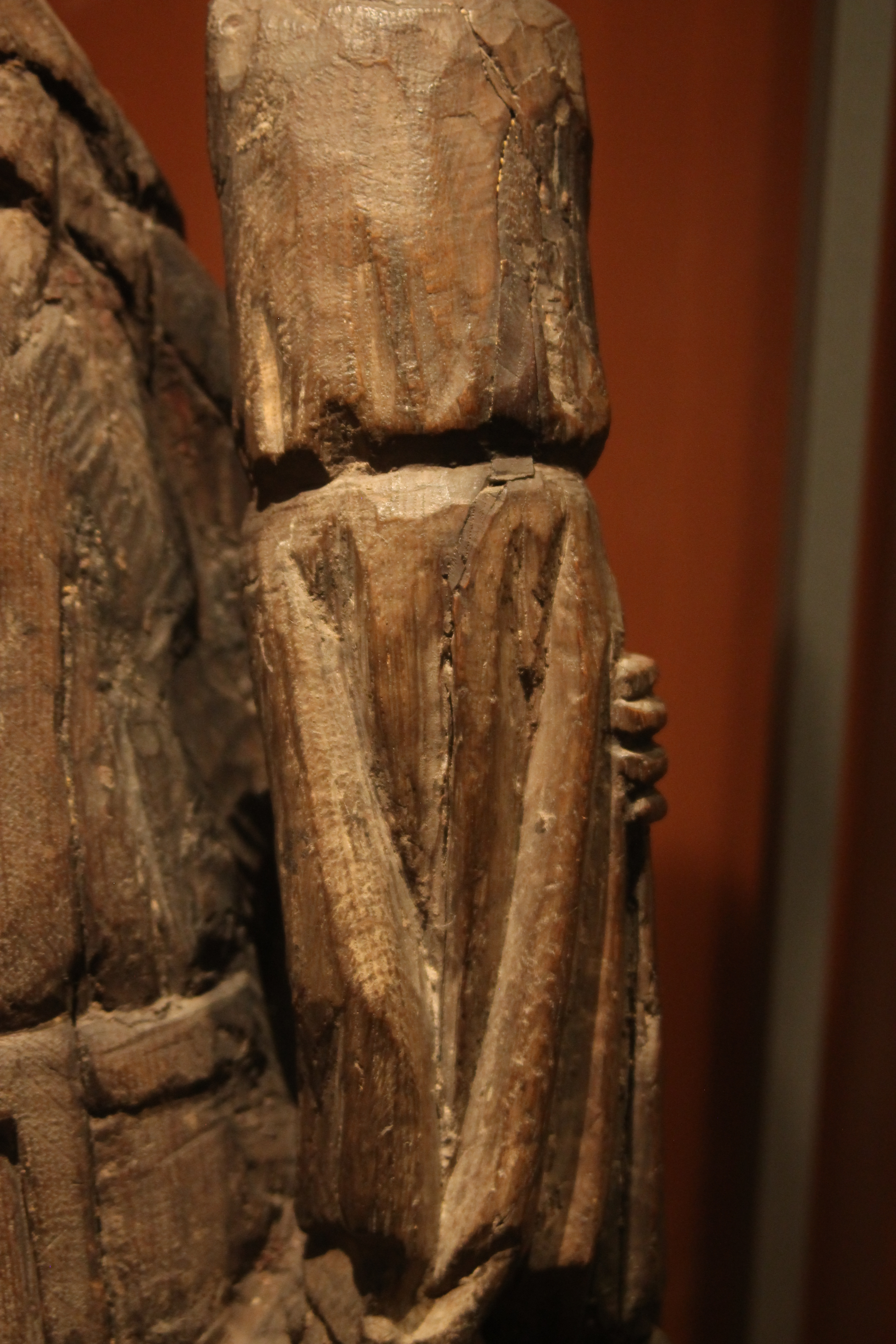
Der Riss zieht sich von der linken Schulter des Jesuskindes bis zu den Füßen.
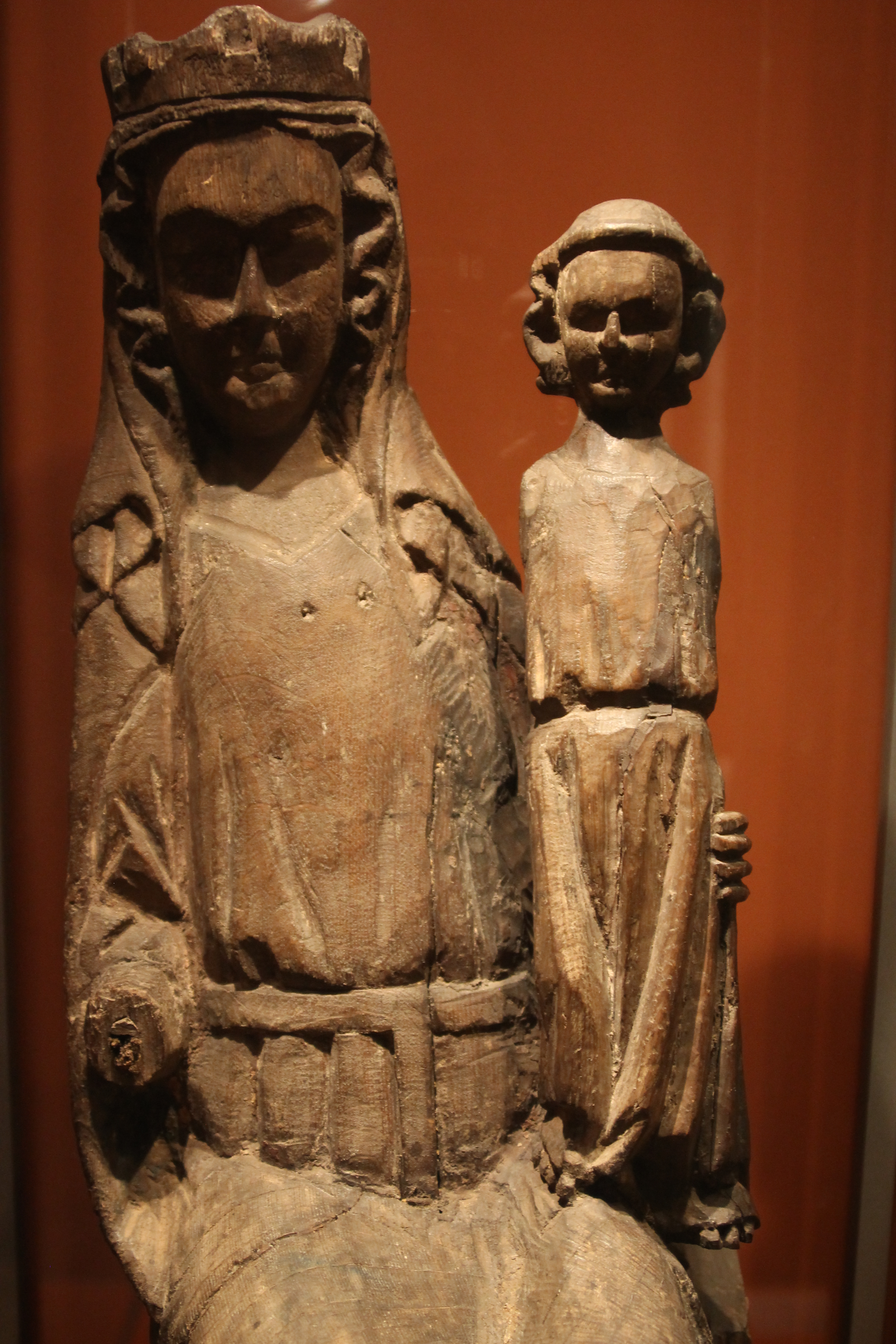
Beide Arme des Jesuskindes und die rechte Hand der Maria fehlt.
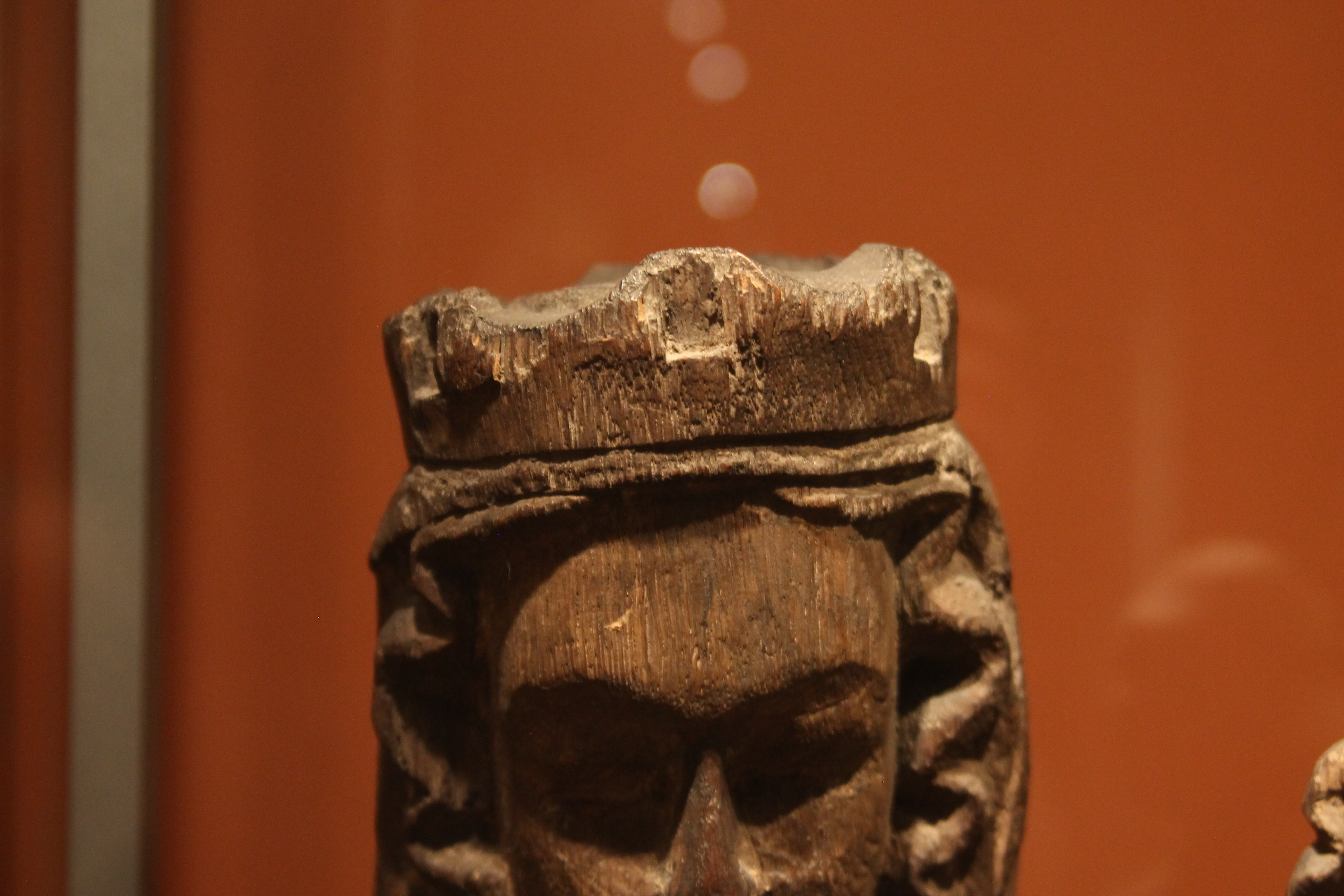
Die Zacken in der Krone der Maria fehlen.
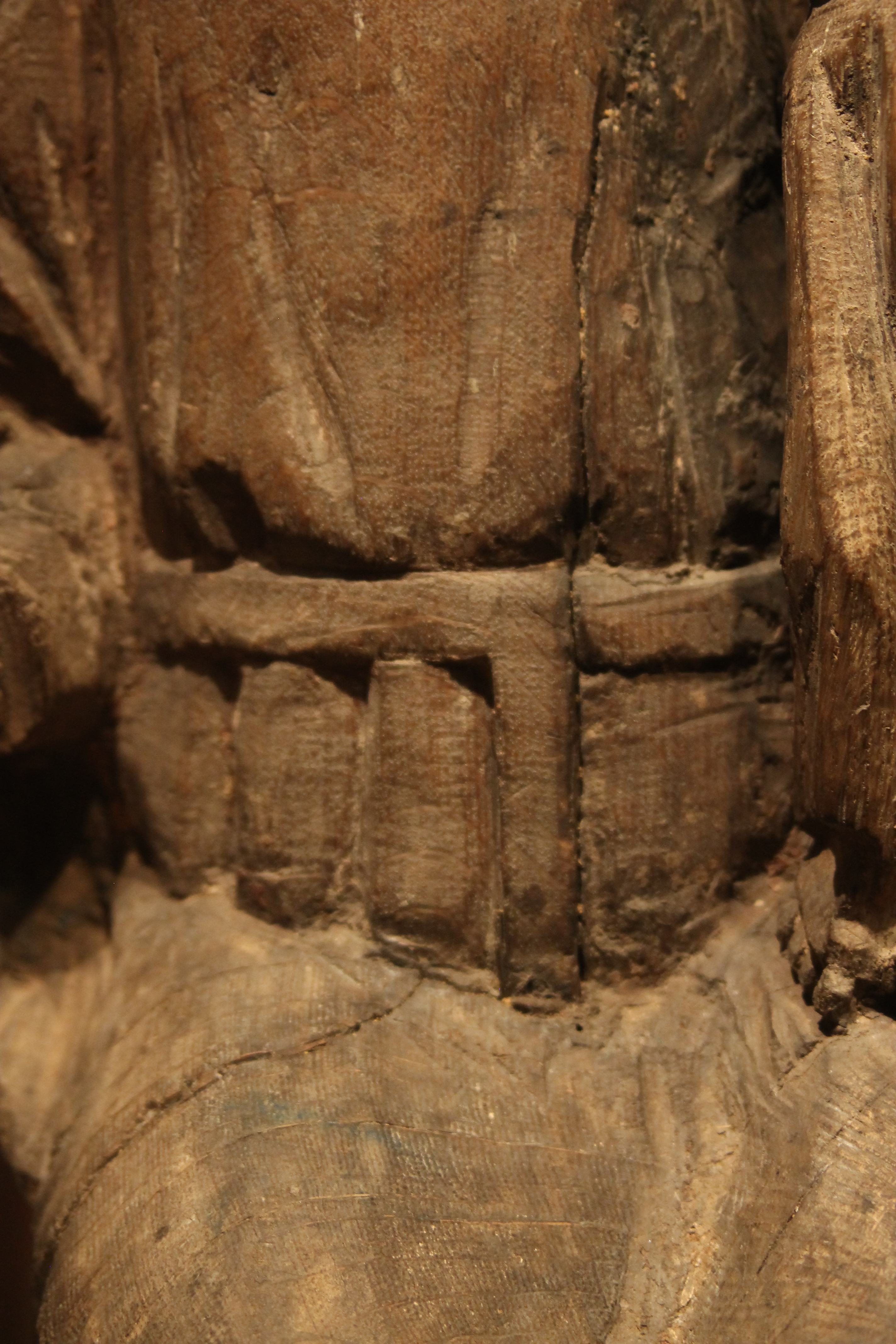
Der Riss auf dem Oberkörper Marias zieht sich bis zu den Füßen.

## Schule
Um 1784 bestand bereits eine Schule, die mit einer Küsterstelle versehen war. Als Lehrer war u. a. August Rathke von 1833 bis 1842 im Amt. Im Jahre 1932 wurden in der zweistufigen Dorfschule 69 Kinder unterrichtet, u. a. von den Lehrern Hugo Block, Hermann Raddatz und Joachim Raddatz.

## Verkehr
Mützenow liegt an einer Nebenstraßenverbindung von Stolp nach Postomino (Pustamin).
Bahnstation war früher das drei Kilometer entfernte Gallenzin-Saleske an der Reichsbahnstrecke Schlawe–Pustamin–Stolpmünde.

## Söhne und Töchter des Ortes
- Adolf Zahn (1834–1900), deutscher evangelisch-reformierter Theologe. Geboren als Sohn des Pfarrers von Mützenow, wurde er evangelisch-reformierter Domprediger in Halle (Saale) und später als Vertreter des Neocalvinismus Pastor der niederländisch-reformierten Gemeinde in Elberfeld.
- Klaus Granzow (1927–1986), deutscher Dichter, Schriftsteller, Schauspieler und Kulturhistoriker. Der am 10. September 1927 in Mützenow geborene Granzow hielt mit seinem umfangreichen literarischen Schaffen die Erinnerung an die Geschichte und Kultur Pommerns und insbesondere der Stolper Region wach. Besonders eindrucksvoll sind seine  Schilderungen aus der Russen- und Polenzeit 1945/1946.